# رورا
رورا (بالإنجليزية: Roura)‏ هي إحدى بلديات دائرة كايين بغويانا الفرنسية. وهي منطقة خارجية تابعة لفرنسا وتقع في أمريكا الجنوبية.